# John Richardson (Kunsthistoriker)
Sir John Richardson, KBE (* 6. Februar 1924 in London; † 12. März 2019 in New York City) war ein britischer Kunsthistoriker, Kunstkritiker, Kurator und Picasso-Biograf.

## Leben und Werk
John Patrick Richardson wurde als ältester Sohn von Sir Wodehouse Richardson, D.S.O., K.C.B., Quarter-Master General im Burenkrieg und Gründer des British Empire’s Army & Navy Store, geboren. Zunächst wollte er Künstler werden; aus dieser Zeit stammt seine Bekanntschaft mit Francis Bacon und Lucian Freud, die ihn beide später porträtierten. Er schrieb sich mit knapp 17 Jahren an der Slade School of Fine Art ein, wurde einberufen, erkrankte jedoch bald und verbrachte den Rest des Krieges mit Mutter und Geschwistern in London. Tagsüber arbeitete er als Industriedesigner, gab den Gedanken an ein Künstlerdasein jedoch bald auf und arbeitete schließlich als Rezensent für The Observer. 1950 lernte er den englischen Kunsthistoriker und Sammler Douglas Cooper kennen, mit dem er die folgenden zehn Jahre zusammenlebte.

## Liaison mit Douglas Cooper
1952 verlegte er seinen Wohnsitz in die Provence, wo Cooper das Château de Castille in der Nähe von Avignon erworben und seine Sammlung dorthin transferiert hatte, wodurch das heruntergekommene Schloss den Charakter eines Privatmuseums für den frühen Kubismus erhielt. Cooper war schon vor dem Zweiten Weltkrieg in der Pariser Kunstszene zu Hause und hatte sich auch im Kunsthandel betätigt; nicht zuletzt durch den Aufbau seiner eigenen Sammlung lernte er viele Künstler persönlich kennen und stellte seinen Freund diesen vor. So wurde auch Richardson ein enger Freund von Pablo Picasso, Fernand Léger und Nicolas de Staël. Schon in dieser Zeit interessierte er sich für Picassos Porträts und dachte daran, darüber zu publizieren; daraus entstand schließlich mehr als 20 Jahre später seine vierteilige Picasso-Biografie A Life of Picasso, deren letzter Band noch nicht erschienen ist.

## New York
1960 trennte sich Richardson von Cooper und siedelte nach New York um. 1962 organisierte er eine Picasso-Retrospektive in neun Galerien, 1964 eine Braque-Retrospektive. Anschließend wurde er für neun Jahre Direktor von Christie’s für die USA. 1973 wechselte er als Vizepräsident für Gemälde des 19. und 20. Jahrhunderts zur Galerie M. Knoedler & Co., Inc., und wurde später Manager eines auf Kunstwerke spezialisierten Funds namens Artemis (was Cooper zu hintertreiben suchte). 1980 zog er sich aus dem Geschäftsleben zurück, um sich auf das Schreiben vornehmlich seiner Picasso-Biografie zu konzentrieren. Daneben verfasste er Beiträge für die Zeitschriften The New York Review of Books, The New Yorker und Vanity Fair. 1993 wurde Richardson in die British Academy gewählt, 1995 hatte er die Position des Slade Professor of Fine Art in Oxford inne. 2014 lebte er in einer 460 m² großen Wohnung in Manhattan, im siebten Stock des Hauses Broadway-Ecke 15th Street.

## Picasso-Biografie
Die Picasso-Biografie sollte zunächst in einem Band erscheinen, dann in zweien; schließlich entschied er sich, vier Bände daraus zu machen. Der erste erschien 1991 und wurde mit dem Whitbread Award ausgezeichnet; er umfasst 25 Jahre von Picassos Geburt bis 1906. Der zweite Band erschien im November 1996 und beschreibt die zehn Jahre von 1907 bis 1916, die Geburt des Kubismus, der dritte erschien 2007 und beschreibt die nächsten 16 Jahre bis 1932, als Picasso gerade 50 geworden war.
Derzeit arbeitet er am vierten Band, der den Rest des Lebens bis 1973 und damit 41 Jahre umfassen soll. In dieser Arbeit wird er durch Marilyn McCully unterstützt; wegen seines hohen Alters und seiner zunehmenden Sehschwierigkeiten suchte er für den letzten Band ein oder zwei Mitstreiter und hat in Gijs van Hensbergen einen Autor gefunden, der sich selbst durch eine Spezialstudie über Picassos legendäres Gemälde Guernica einen Namen gemacht hat.
Im Vergleich zur Picasso-Biografie von Roland Penrose, den Richardson als loyalen Freund bezeichnet und die zu Picassos Lebzeiten erschien, weshalb Penrose ihn auch ohne Schatten darstelle, wollte Richardson offen die Seiten seines Lebens und seiner Persönlichkeit besprechen, über die Picasso stets Stillschweigen bewahrt hatte. Insbesondere ging es ihm darum, die paradoxe Seite der Persönlichkeit Picassos und seines Schaffens herauszuarbeiten. Dabei berief er sich auf die wiederholt geäußerte Behauptung Picassos, sein Werk sei wie ein Tagebuch.

## Cooper-Biografie
15 Jahre nach Douglas Coopers Tod veröffentlichte er 1999 dessen Biografie (The Sorcerer’s Apprentice: Picasso, Provence, and Douglas Cooper), allgemein gelobt und von Andrew Anthony als „wunderbar respektlos“ bezeichnet, die nicht zu Unrecht im Untertitel Picasso nennt und sich in weiten Strecken auch auf diesen bezieht, sowie 2001 eine Sammlung von früher veröffentlichten, weniger akademischen, teils peinlich enthüllenden Essays (Sacred Monsters, Sacred Masters), die mit gemischten Gefühlen aufgenommen wurden.
Diese Arbeiten dienten in erster Linie dazu, die Picasso-Biografie zu finanzieren, die vor allem wegen der Kosten für die Bildrechte sämtliche Einnahmen der sich gut verkaufenden ersten beiden Bände mehr als auffraßen. Richardson beschwerte sich insbesondere über die „halsabschneiderischen“ Forderungen der Erben Picassos und die „besonders gierigen“ Ansprüche der russischen Museen. Er sah sich schließlich gezwungen, einen Großteil der persönlichen Geschenke Picassos zu verkaufen und Freunde anzusprechen, die eine Stiftung zur Finanzierung der weiteren Arbeit (John Richardson Fund for Picasso Research) ins Leben riefen.

## Kurator
2009 kuratierte er eine Ausstellung in der New Yorker Gagosian Gallery aus dem Spätwerk Picassos mit dem Titel Mosqueteros; die Frage nach der Korrumpierbarkeit durch den Wechsel zwischen Kommerz und akademischer Arbeit verneinte er schlicht. Für die Londoner Gagosian Gallery kuratierte Richardson im Jahr darauf Picasso – The Mediterranean Years (1945–1962), 4. Juni – 28. August 2010.

## Publikationen
- Pablo Picasso: Aquarelle und Gouachen. Deutsche Buch-Gemeinschaft, Berlin 1956.
- Edouard Manet: Gemälde und Zeichnungen. Phaidon Verlag, Köln 1959.
- Juan Gris. Museum am Ostwall, Dortmund 1965.
- mit Dorothy M. Kosinski: Douglas Cooper und die Meister des Kubismus. Kunstmuseum Basel, Basel 1987, ISBN 978-3-7204-0052-7.
- mit Marilyn McCully: A Life of Picasso: The Prodigy, 1881–1906 (Vol. 1). Random House, New York 1991, ISBN 978-0-375-71149-7.
- mit Marilyn McCully: Picasso, Leben und Werk, in 4 Bdn., Hld, Bd. 1, 1881–1906. Kindler, München 1991, ISBN 3-463-40159-2.
- mit Marilyn McCully: A Life of Picasso: The Cubist Rebel, 1907–1916 (Vol. 1). Random House, New York 1996, ISBN 978-0-375-71150-3.
- mit Marilyn McCully: Picasso, Leben und Werk, in 4 Bdn., Hld, Bd. 2, 1907–1917. Kindler, München 1997, ISBN 3-463-40143-6.
- The Sorcerer’s Apprentice: Picasso, Provence, and Douglas Cooper. 1999, ISBN 0-226-71245-1.
- Sacred Monsters, Sacred Masters: Beaton, Capote, Dalí, Picasso, Freud, Warhol, and More. Random House, New York 2001, ISBN 978-0-679-42490-1.
- John Richardson, Marilyn McCully: A Life of Picasso: The Triumphant Years, 1917–1932 (Vol. 3). Alfred A. Knopf, New York 2007, ISBN 978-0-307-26665-1.
- mit Brenda Richardson: Warhol from the Sonnabend Collection. Rizzoli, 2009, ISBN 0-8478-3277-5.
- mit Memory Holloway, Dakin Hart, Jeff Koons, Helene Parmelin: Picasso Mosqueteros: The Late Works 1962–1972. 2009, ISBN 978-0-8478-3299-6.